# Frea vadoni
Frea vadoni är en skalbaggsart som beskrevs av Stefan von Breuning 1980. Frea vadoni ingår i släktet Frea och familjen långhorningar.
Artens utbredningsområde är Madagaskar. Inga underarter finns listade i Catalogue of Life.